# Jakob Flügel
Jakob Flügel (* 8. Dezember 1828 in Montabaur; † 9. Juni 1895 ebenda) war ein deutscher Unternehmer und Mitglied des Provinziallandtages der Provinz Hessen-Nassau.

## Leben
Jakob Flügel war ein Sohn des Fabrikanten Nikolaus Flügel (1790–1868) und dessen Ehefrau Katharina Hachenburg (1797–1845).
Nach seiner Schulausbildung machte er in Worms eine kaufmännische Lehre und arbeitete anschließend ab 1845 in dem väterlichen Betrieb, wo er das Wachszieherhandwerk erlernte. 1855 übernahm er den Betrieb und modernisierte und erweiterte ihn. 
Flügel betätigte sich politisch und war von 1862 an Mitglied des Stadtvorstandes in Montabaur. 1864 zählte er zu den Gründungsmitgliedern der Handelskammer Limburg. 
In der Zeit von 1881 bis 1894 verfügte er über ein Mandat für den Nassauischen Kommunallandtag des preußischen Regierungsbezirks Wiesbaden und des Provinziallandtag der Provinz Hessen-Nassau, wo er Mitglied des Finanz- und Wegebauausschusses war. Sein Nachfolger in den Parlamenten war Franz Himmerich. 
Am 24. April 1855 heiratete er in Montabaur Katharina Milbach (1827–1897), mit der er den Sohn Robert (1871–1912) hatte und der Gartenarchitekt und Kunstgärtner sowie Hoflieferant des Großherzogs Friedrich II. von Baden war.